# International School Sport Federation
Die International School Sport Federation ist ein Verband, der das Lernen durch Sport sowie Schülersportler fördert. Der Verband wurde 1972 von 13 europäischen Staaten gegründet. Er ist Mitglied bei Sportaccord und anerkannt vom Internationalen Olympischen Komitee. Die Organisation hat mittlerweile 72 Mitglieder auf allen Kontinenten (Stand 2015).
Die ISF bezieht sich in seiner Arbeit auf Schulkindern im Alter von 13 bis 18 Jahren. Sie veranstaltet die Gymnasiade und die Schulweltmeisterschaft.